# Rhynchostegium campylocladulum
Rhynchostegium campylocladulum är en bladmossart som beskrevs av C. Müller 1897. Rhynchostegium campylocladulum ingår i släktet näbbmossor, och familjen Brachytheciaceae. Inga underarter finns listade i Catalogue of Life.